# Обадов, Славко
Сла́вко Оба́дов (серб. Славко Обадов / Slavko Obadov; род. 12 июля 1948, Земун, НР Сербия, Югославия) — югославский самбист и дзюдоист средней весовой категории, выступал за сборную Югославии в конце 1960-х — начале 1980-х годов. Участник трёх летних Олимпийских игр, бронзовый призёр Олимпийских игр в Монреале, серебряный призёр чемпионата мира по самбо, серебряный призёр чемпионата Европы по дзюдо, двукратный чемпион Средиземноморских игр, дважды бронзовый призёр европейских первенств по самбо, победитель и призёр многих турниров национального значения.

## Биография
Славко Обадов родился 12 июля 1948 года в городе Земун (ныне один из районов Белграда), Югославия. Активно заниматься самбо и дзюдо начал с раннего детства, проходил подготовку в клубе единоборств «Славия» в Нови-Саде.
Первого серьёзного успеха добился в возрасте восемнадцати лет в 1966 году, когда стал чемпионом Югославии по дзюдо среди кадетов. Два года спустя одержал победу уже на взрослом национальном первенстве страны, а также выиграл бронзовую медаль на юниорском чемпионате Европы в Лондоне. В 1969 году на соревнованиях в Берлине стал чемпионом Европы среди юниоров, вновь победил на взрослом первенстве Югославии и дебютировал в зачёте чемпионата мира, прошедшего в Мехико, где занял седьмое место.
Благодаря череде удачных выступлений Обадов удостоился права защищать честь страны на летних Олимпийских играх 1972 года в Мюнхене — в среднем весовом дивизионе занял в итоге одиннадцатое место, на стадии четвертьфиналов потерпел поражение от советского дзюдоиста Гурама Гоголаури. Кроме того, начиная с этого времени успешно выступал на международных соревнованиях по самбо, в частности на первом чемпионате Европы в Риге получил в среднем весе бронзу. В 1973 году завоевал серебряную медаль на чемпионате мира по самбо в Тегеране, уступив в решающем поединке только советскому самбисту Чесловасу Езерскасу, а ещё через год добавил в послужной список награду бронзового достоинства, полученную на европейском первенстве в Мадриде.
В 1975 году Славко Обадов выиграл бронзовую медаль на чемпионате Европы по дзюдо в Лионе в командном зачёте и одержал победу на Средиземноморских играх в Алжире. Будучи одним из лидеров дзюдоистской команды Югославии, благополучно прошёл квалификацию на Олимпийские игры 1976 года в Монреале — на сей раз добился большего успеха, потерпел единственное поражение на стадии полуфиналов от представителя Советского Союза Валерия Двойникова, тогда как всех остальных соперников победил и завоевал тем самым бронзовую олимпийскую медаль.
После монреальской Олимпиады Обадов остался в основном составе югославской национальной сборной и продолжил принимать участие в крупнейших международных турнирах. Так, в 1979 году он был лучшим в средней весовой категории на домашних Средиземноморских играх в Сплите и стал вторым на чемпионате Европы в Брюсселе, проиграв в финале швейцарцу Юргу Рётлисбергеру. Позже отправился представлять страну на Олимпийских играх 1980 года в Москве, где впоследствии стал лишь десятым в категории до 86 кг. Последний раз выступал на международной арене в сезоне 1981 года, когда участвовал в программе чемпионата мира в голландском Маастрихте, тем не менее, уже во втором своём поединке был выбит из дальнейшей борьбы за медали бразильцем Валтером Кармоной. Вскоре по окончании этих соревнований принял решение завершить спортивную карьеру, уступив место в сборной молодым югославским дзюдоистам.